# Sophronica albomaculosa
Sophronica albomaculosa là một loài bọ cánh cứng trong họ Cerambycidae.